# فومیا فوجی
فومیا فوجی (انگلیسی: Fumiya Fujii؛ زادهٔ ۱۱ ژوئیهٔ ۱۹۶۲) خواننده-ترانه‌پرداز، بازیگر، آهنگساز، تهیه‌کننده، cg artist اهل ژاپن است. وی از سال ۱۹۸۳ میلادی تاکنون مشغول فعالیت بوده‌است.
از فیلم‌ها یا برنامه‌های تلویزیونی که وی در آن نقش داشته‌است می‌توان به پسران قرن بیستم، داستان سامورایی اشاره کرد.